# Lithocarpus songkoensis
Lithocarpus songkoensis là một loài thực vật có hoa trong họ Cử. Loài này được A.Camus mô tả khoa học đầu tiên năm 1948.